# Long Range (bergketen)
De Long Range is een bergketen in de Canadese provincie Newfoundland en Labrador gelegen op het westelijke deel van het eiland Newfoundland. De bergketen is van noord naar zuid zo'n 500 km lang en gaat van Cape Ray in het zuiden tot de tip van het Great Northern Peninsula in het noorden.
De Long Range is een onderdeel van de Appalachen en kent met The Cabox in de Lewis Hills haar hoogste punt. Die piek is met een hoogte van 814 meter boven zeeniveau tegelijk ook het hoogste punt van het eiland. De Gros Morne, bekend van het Nationaal Park Gros Morne, is met 807 meter de op een na hoogste piek van het gebergte.
De bergketen bestaat van zuid naar noord uit de volgende subgebergten:
- De Anguille Mountains, in het uiterste zuidwesten
- De Annieopsquotch Mountains, in het zuiden
- De Lewis Hills, ten noorden van Port au Port
- De Tablelands, in het Nationaal Park Gros Morne
- De Highlands of St. John, op het Great Northern Peninsula

Het noordelijkste deel van de Long Range, met name dat ten noorden van de Highlands of St. John, is eerder een rotsachtig heuvelland dan een echt gebergte. De meeste bergen en heuvels in het uiterste noorden, zoals de Mount St. Margaret en de Stans Hill, hebben een piek minder dan 300 m boven zeeniveau.

## Galerij

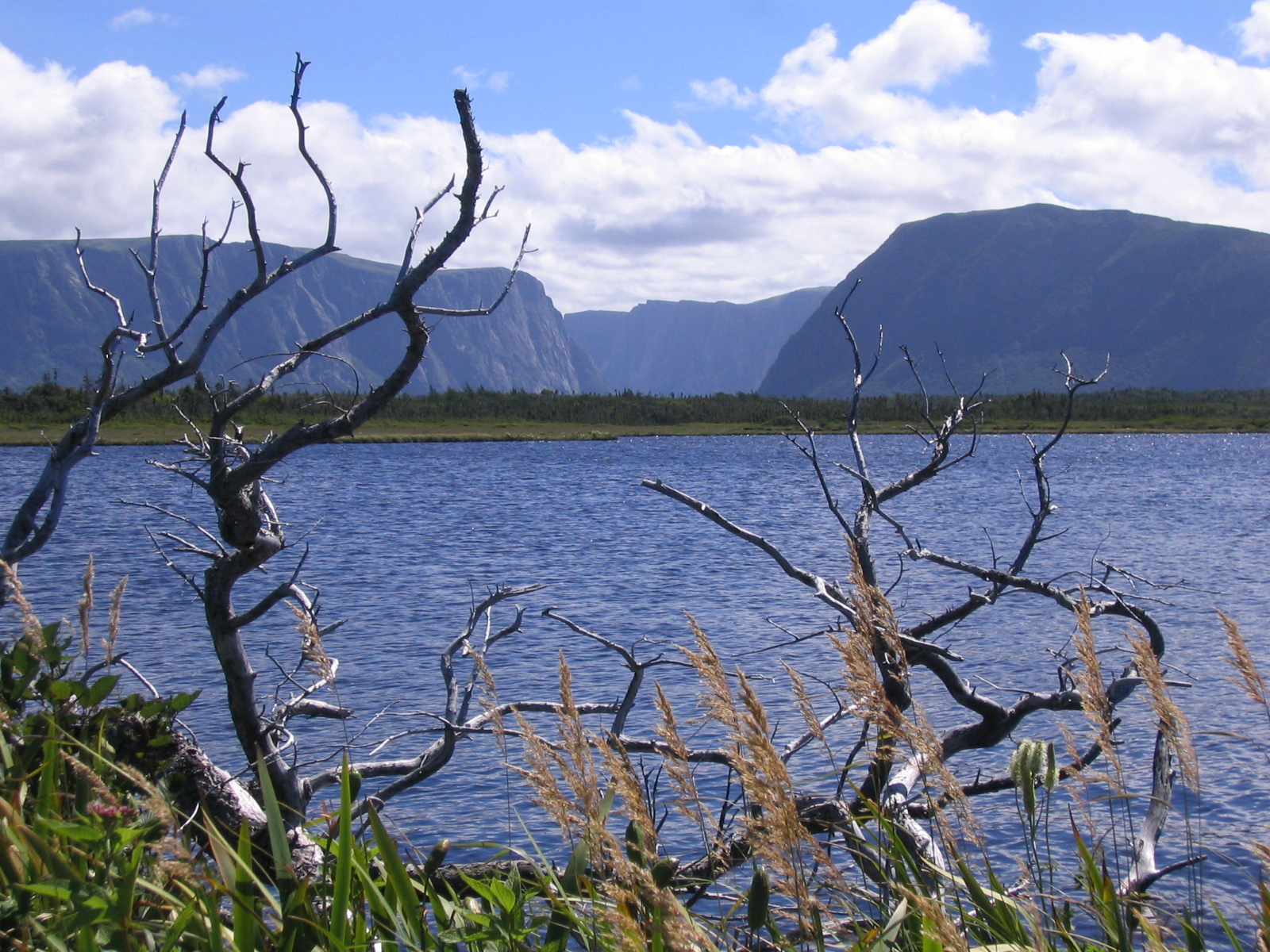
De kliffen van de Western Brook Pond in het Nationaal Park Gros Morne
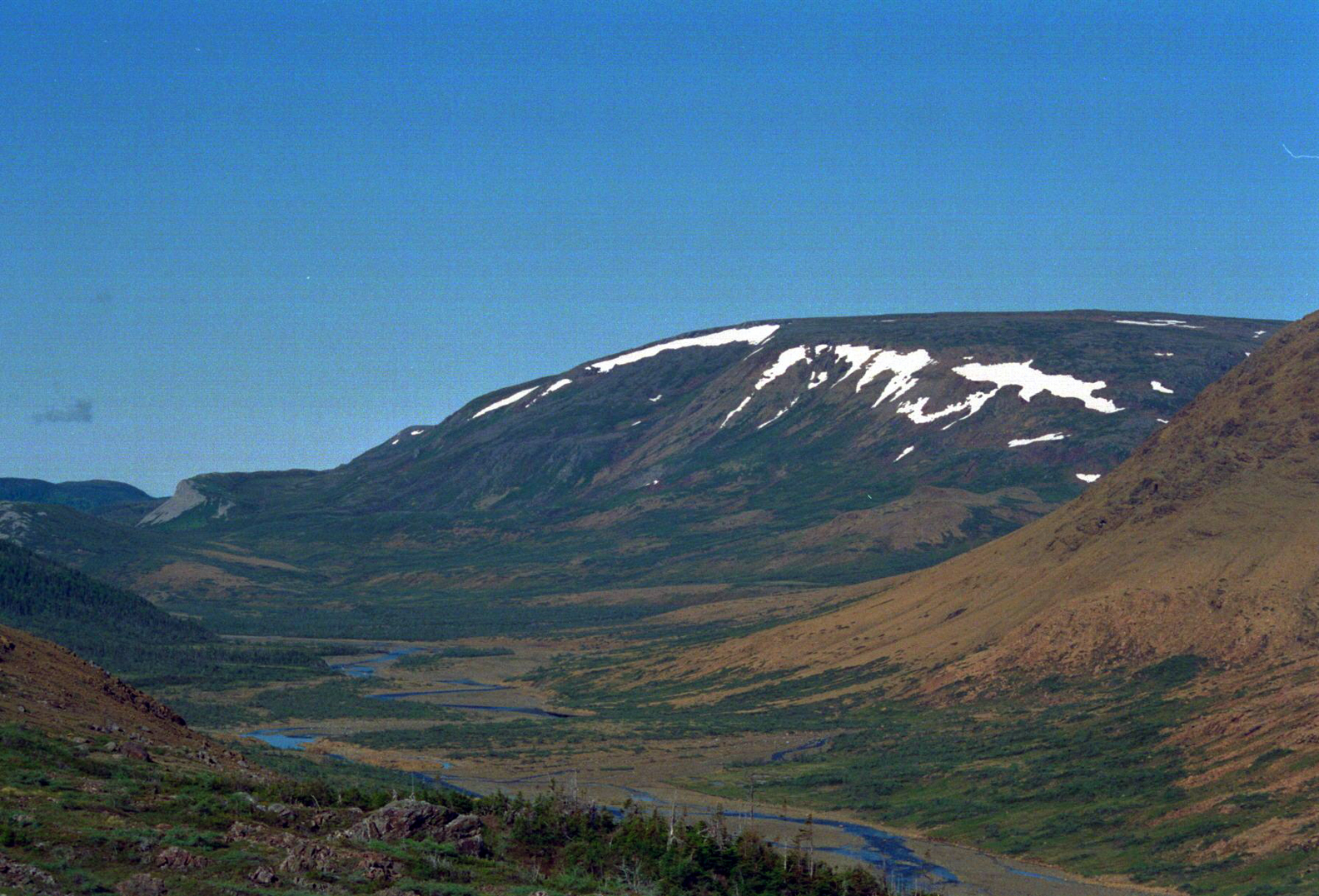
De Lewis Hills